# 赫埃施韦勒
赫埃施韦勒是德国莱茵兰-普法尔茨州的一个市镇。总面积4.36平方公里，总人口925人，其中男性470人，女性455人（2011年12月31日），人口密度212人/平方公里。